# 橋浦方人
橋浦 方人（はしうら ほうじん、1944年 - ）は、日本の映画監督。宮城県仙台第二高等学校、早稲田大学政経学部卒業。

## 略歴
早稲田大学在学中、アルバイトとして伊勢長之助編集室に入り映画の世界へ。シブイ・フィルムス、岩波映画製作所で助監督を務め、1970年、岩波映画の20代契約者グループが作った自主映画『黒神』（大重潤一郎監督）の製作を担当。1973年、金沢の漁網会社のPR映画『網をつくる』を初監督。1975年に自主製作の16ミリ『青春散歌・置けない日々』で注目される。1976年、大森一樹・藤沢勇夫・伴睦人らと自主映画作家集団「コンコルド・ジャイアンツ」結成。1977年にはATGで『星空のマリオネット』を監督し、日本映画監督協会新人賞受賞。

## 作品
- 『星空のマリオネット』（1978年）
- 『海潮音』（1980年）
- 『蜜月』（1984年）